# Devs
Devs è una miniserie televisiva statunitense scritta e diretta da Alex Garland, resa disponibile su FX on Hulu a partire dal 5 marzo 2020.
In Italia la serie non è attualmente disponibile su alcuna piattaforma. 

## Trama
San Francisco: Amaya è una struttura privata ipertecnologica che si occupa di meccanica quantistica, ma i cui veri intenti sono sconosciuti anche al governo USA. Forest, il ricchissimo CEO di Amaya, promuove il giovane Sergei, di origine russa, per il dipartimento interno chiamato "Devs". Questa sezione, esterna alla sede centrale e situata tra i boschi, è impenetrabile e misteriosa: nessuno infatti sa di cosa si occupi e Forest non lo rivela neanche alla senatrice Laine che intende capire come il governo può utilizzare gli studi che vengono compiuti in essa. Sergei informa della sua promozione Lily, la ragazza con cui convive e che lavora come crittografa ad Amaya. Il primo giorno di lavoro in Devs viene accompagnato da Forest all'interno di un edificio schermato con piombo e oro. Forest non dice a Sergei in cosa consisterà il suo lavoro, ma il ragazzo lo scopre ben presto e lo comunica a degli agenti russi. Sergei è infatti da sempre una spia, all'insaputa anche di Lily. Forest e il suo capo della sicurezza Kenton però lo scoprono immediatamente e lo uccidono, inscenando un suicidio. Non vedendolo tornare a casa, Lily si dispera e al tempo stesso inizia ad indagare su Sergei, finendo lei stessa al centro delle attenzioni degli agenti russi e di Kenton, che tenta con ogni mezzo di impedirle di scoprire la verità su Sergei e su Devs.

## Personaggi e interpreti

### Principali
- Lily Chan, interpretato da Sonoya Mizuno, ingegnera informatica presso Amaya
- Forest, interpretato da Nick Offerman, CEO di Amaya
- Jamie, interpretato da Jin Ha, esperto d'informatica ed ex fidanzato di Lily
- Kenton, interpretato da Zach Grenier, capo della sicurezza di Amaya
- Stewart, interpretato da Stephen McKinley Henderson, membro del team di Devs
- Lyndon, interpretato da Cailee Spaeny, membro del team di Devs specializzato in onde sonore
- Sergei, interpretato da Karl Glusman, fidanzato di Lily's e ingegnere presso Amaya
- Katie, interpretata da Alison Pill, fisica quantistica e vice di Forest

### Ricorrenti
- Jen, interpretata da Linnea Berthelsen, amica e collega di Lily presso Amaya
- Anya, interpretata da Aimee Mullins, collega di Lily presso Amaya
- Anton, interpretato da Brian d'Arcy James
- Senatrice Laine, interpretata da Janet Mock